# Treffpunkt Hongkong
Treffpunkt Hongkong (Originaltitel: Soldier of Fortune) ist ein US-amerikanischer Abenteuerfilm von Edward Dmytryk aus dem Jahr 1955. Der Drehbuchautor Ernest K. Gann adaptierte seinen Roman Niemandsland der Liebe (Originaltitel: Soldier of Fortune). Die Erstaufführung in Deutschland fand am 12. August 1955 statt.

## Handlung
Jane Hoyt kommt in Hongkong an, um ihren Ehemann, den Fotojournalisten Louis Hoyt, aus einem chinesischen Gefängnis zu befreien. Sie lernt den Glücksritter und Abenteurer Hank Lee kennen. Lee, der aus der US-Armee desertiert ist, versucht ihr, das gefährliche Vorhaben auszureden. Jane ist jedoch vom Erfolg überzeugt, so dass Lee ihr hilft. Dabei verliebt er sich in sie.
Er weiß, sie würde sich nicht mit ihm einlassen, solange ihr Mann gefangen und sein Schicksal unklar ist. Lee versucht nun, den Journalisten auf eigene Faust zu befreien. Inspektor Merryweather von der Polizei von Hongkong versucht Lee aufzuhalten. Lee, Besitzer einer chinesischen Dschunke, lässt den Polizisten von seinen Männern festsetzen. Lee befreit Louis Hoyt und schafft ihn auf sein Boot. Mit Hilfe von Merryweather können Lee und seine Leute ein chinesisches Kanonenboot abwehren, das sie verfolgt. Als sie sicher Hongkong erreichen, gibt der gutmütige Journalist seine Frau frei.

## Kritiken

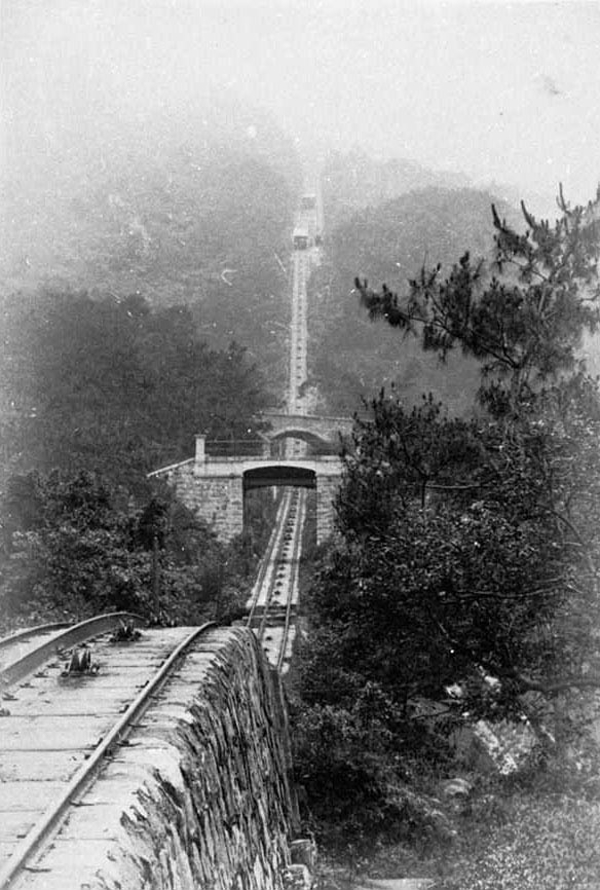
Peak Tram 1897 – Standseilbahn auf Hongkong Island, zu sehen am Anfang und am Ende des Films, als Clark Gable die Hafen Skyline bewundernd von Susan Haywards Ankunft überrascht wird.

„Ein spannender Abenteuerfilm mit Starbesetzung und prächtigen CinemaScope-Bildern, der perfekt unterhält.“

## Hintergrund
Der Film der 20th Century Fox wurde in Hongkong und auf Trinidad und Tobago gedreht.
In seiner zweiten Kinorolle (allerdings im Abspann unerwähnt) ist Robert Quarry als Konsulatsangestellter zu sehen. In einer weiteren ebenso unerwähnten Kleinrolle ist Victor Sen Yung als Hotelkellner zu sehen. Sen Yung war bekannt als zweiter Sohn Jimmy Chan in der erfolgreichen Filmreihe Charly Chan. Ebenfalls tritt James Hong kurz als Polizist auf.
Produzent Buddy Adler, im Vorjahr oscarprämiert, konnte mit Edward Dmytryk einen sehr erfahrenen Regisseur engagieren. Hinzu kam eine Starbesetzung, die von Oscar-Preisträger Clark Gable angeführt wurde.
Hinter der Kamera waren ebenso preisgekrönte Mitarbeiter am Set: Komponist Hugo Friedhofer, Art-Director Lyle R. Wheeler, Set-Decorator Walter M. Scott, Special-Effect-Designer Warren Newcombe und Kostüm-Designer Charles Le Maire.
Zu späteren Oscar-Ehren kamen: Art-Director Jack Martin Smith, Set-Decorator Stuart A. Reiss, Dirigent Lionel Newman und der Filmkomponist Ken Darby, der bei diesem Film der Vocal-Supervisor war.

## Soundtrack
- Rum and Coca Cola von Morey Amsterdam, Jeri Sullavan und Paul Baron
- Forever and Ever von Franz Winkler und Malia Rosa
- People Like You and Me von Harry Warren
- Don't Fence Me In von Cole Porter und Robert H. Fletcher
- Der Brautchor aus Lohengrin von Richard Wagner
- Der Hochzeitsmarsch aus Ein Sommernachtstraum, opus 61 von Felix Mendelssohn Bartholdy

## Synchronisation
| Rolle                  | Darsteller       | Synchronsprecher      |
| ---------------------- | ---------------- | --------------------- |
| Hank Lee               | Clark Gable      | Siegfried Schürenberg |
| Jane Hoyt              | Susan Hayward    | Dagmar Altrichter     |
| Inspektor Merryweather | Michael Rennie   | Wolfgang Preiss       |
| Louis Hoyt             | Gene Barry       | Heinz Giese           |
| Rene Dupont Chevalier  | Alexander D’Arcy | Fritz Tillmann        |
| Tweedie                | Tom Tully        | Wolf Martini          |
| Madame Dupree          | Anna Sten        | Roma Bahn             |
| Big Matt               | Leo Gordon       | Götz Clarén           |
| General Po Lin         | Richard Loo      | Friedrich Joloff      |
| Austin Stoker          | Jack Kruschen    | Konrad Wagner         |
| Fernand Rocha          | Mel Welles       | Erich Poremski        |

Der Film wurde 1955 in Berlin von der Elite Film Franz Schröder GmbH unter der Synchronregie von Konrad Wagner und nach dem Dialogbuch von Erika Streithorst synchronisiert.